# جون تي شامبرز
جون تي شامبرز (بالإنجليزية: John Chambers)‏ هو رائد أعمال وعالم حاسوب أمريكي، ولد في 23 أغسطس 1949 في كليفلاند في الولايات المتحدة.

## وصلات خارجية
- جون تي شامبرز على موقع الموسوعة البريطانية (الإنجليزية)
- جون تي شامبرز على موقع مونزينجر (الألمانية)
- جون تي شامبرز على موقع إن إن دي بي (الإنجليزية)